# Dani Linzer
Daniela „Dani“ Linzer (* 24. April 1978 in Wien) ist eine österreichische Moderatorin.
Dani Linzer moderierte gemeinsam mit Meinrad Knapp die Radiosendung „Guten Morgen Österreich“  des österreichischen Privatradios KroneHit. Außerdem war sie als Reporterin bei den Austria News auf Pro 7, SAT 1 und Puls 4 tätig.
Im Sommer 2016 wechselte sie ins Management von KRONEHIT und ist seither als stellvertretende Programmdirektorin tätig.
Sie begann ihre Laufbahn als freie Mitarbeiterin und Beitragsgestalterin beim ORF-Projekt Radio 1476 und in der Folge als Produzentin, Sportreporterin und Moderatorin bei Radio 88.6, Fußballkommentatorin auf ATV und Reporterin für 90elf.
Dani Linzer war in ihrer Kindheit und Jugend Spitzensportlerin und zwischen 1984 und 1990 mehrmalige Staatsmeisterin im Roll- und Eiskunstlauf.
| Personendaten    | Personendaten                        |
| ---------------- | ------------------------------------ |
| NAME             | Linzer, Dani                         |
| ALTERNATIVNAMEN  | Linzer, Daniela (vollständiger Name) |
| KURZBESCHREIBUNG | österreichische Radiomoderatorin     |
| GEBURTSDATUM     | 24. April 1978                       |
| GEBURTSORT       | Wien                                 |